# Josip Makuc
Josip Makuc, slovenski kemijski tehnolog, * 5. marec 1897, Solkan, Avstro-Ogrska, † 2. december 1958, Zagreb, Jugoslavija.

## Življenje in delo
Rodil se je v družini trgovca Franca in gospodinje Marije Makuc rojene Kupiec. Gimnazijo je končal v Gorici tik pred začetkom bojev na Soški fronti. Do konca vojne je kot vojak služil v avstro-ogrski vojski. Po koncu vojne je na Univerzi v Zagrebu študiral fiziko, kemijo in  matematiko, napravil leta 1923 profesorski izpit iz kemije kot glavnega ter fizike in matematike kot stranskih predmetov in bil nato do 1928 asistent na fizikalno-kemijskem inštitutu v Zagrebu. Pozneje je delal v kemični industriji v Karlovcu, Zagrebu in Celju in kot profesor na tehniških srednjih šolah v Banji Luki, Idriji in Zagrebu. Raziskoval je tehnološke postopke, predvsem v anorganski kemiji in jih več patentiral; med drugimi je izdelal postopek pridobivanja čistega joda iz jodove vode (1950) ter s tem omogočil gradnjo tovarne joda v Sisku (1956). Tehnologija tovarne je bila izdelana po njegovih načrtih. Makuc je okoli leta 1950 skušal realizirati svoj postopek za predelavo bakrenih flotacijskih preparatov. Zadnja leta življenja je težko bolehal. Pokopan je na zagrebškem pokopališču Mirogoj, v njegovem rojstnem kraju nosi po njem ime ena izmed ulic. Njegova hčerka Marija Makuc-Pojatina je znana hrvaška teatrologinja.